# Čang Tching-fa
Čang Tching-fa (čínsky pchin-jinem Zhāng Tíngfā, znaky zjednodušené 张廷发; 9. dubna 1918 – 25. března 2010) byl čínský komunistický voják a politik, účastník čínské občanské války, čínsko-japonské války a korejské války, koncem 50. a v 60. letech náčelník štábu letectva Čínské lidové osvobozenecké armády. Během kulturní revoluce byl zbaven funkcí a pronásledován. V roce 1973 byl rehabilitován a opět zaujal vysoké funkce ve velení letectva: zástupce velitele letectva (od 1973), politický komisař letectva (od 1975), velitel letectva (1977–1985). V letech 1977–1985 byl také členem politbyra ústředního výboru Komunistické strany Číny a v letech 1977–1982 členem stálého výboru ústřední vojenské komise Komunistické strany Číny. Roku 1985 odešel z aktivní politiky, do roku 1992 si pouze podržel členství v ústřední poradní komisi Komunistické strany Číny.

## Život
Čang Tching-fa se narodil 9. dubna 1918 v okresu Ša v provincii Fu-ťien v rodině řemeslníka. V září 1933 vstoupil do čínské Rudé armády a v letech 1934–1935 se zúčastnil Dlouhého pochodu. Do Komunistické strany Číny vstoupil v listopadu 1936.
Během druhé čínsko-japonské války byl důstojníkem 129. divize (velitel Liou Po-čcheng, komisař Teng Siao-pching) 8. pochodové armády a bojoval v bitvě sta pluků. Během dalších bojů s Japonci do roku 1945 a čínské občanské války do roku 1949 se účastnil bojů v severní Číně. Konec válek ho zastihl v prefektuře Siang-jang v severním Chu-peji, tudíž byl pověřen vedením tamní stranické organizace a vojenských sil v prefektuře.
Začátkem 50. let bojoval v korejské válce jako zástupce velitele 11. sboru Čínské lidové dobrovolnické armády. V únoru 1953 byl převelen ke vznikajícímu čínskému letectvu, kde nejprve působil jako první zástupce náčelníka štábu a později náčelník štábu (1958–1967) a zástupce velitele (1962–1967) letectva Čínské lidové osvobozenecké armády. Při zavedení vojenských hodností roku 1955 mu byla udělena hodnost generálmajora.
Během kulturní revoluce byl roku 1967 zbaven svých funkcí a pronásledován. V letech 1969 a 1970 byl poslán na práci do pracovních táborů v Šan-tungu a v Šen-si. Po pádu Lin Piaoa (1971) byl v roce 1973 politicky rehabilitován a vrátil se na svou původní pozici zástupce velitele letectva. V říjnu 1975 byl jmenován politickým komisařem letectva. V dubnu 1977 byl povýšen na velitele letectva. Vysoké funkce v ozbrojených silách mu přinesly i politické uznání: na XI. sjezdu KS Číny v srpnu 1977 byl zvolen do ústředního výboru a ústřední vojenské komise a vybrán i do užšího vedení strany a ozbrojených sil, když se stal členem politbyra a stálého výboru ústřední vojenské komise. Roku 1978 byl zvolen poslancem Všečínského shromáždění lidových zástupců (do 1983). Velel čínskému letectvu během čínsko-vietnamské války v roce 1979 a stal se náčelníkem štábu čínské jižní fronty, hlavních čínských sil bojujících s Vietnamci.
Na XII. sjezdu KS Číny v září 1982 byl znovuzvolen do ústředního výboru a politbyra, vypadl však z ústřední vojenské komise. V červenci 1985 ho ve funkci velitele letectva nahradil Wang Chaj a v září 1985 rezignoval (s početnou skupinou starých zasloužilých politiků) na funkce v politbyru a ústředním výboru. Náhradou byl zvolen členem ústřední poradní komise KS Číny. Roku 1987 byl na XIII. sjezdu KS Číny znovuzvolen do ústřední poradní komise, jejímž členem byl do jejího zrušení na následujícím sjezdu roku 1992.
Dne 25. března 2010 zemřel v Pekingu. Byl pohřben na Papaošanském revolučním hřbitově.